# Контрада Ноче дел Конте (Салерно)
Контрада Ноче дел Конте је насеље у Италији у округу Салерно, региону Кампанија.
Према процени из 2011. у насељу је живело 131 становника. Насеље се налази на надморској висини од 502 м.